# Truyền hình quân đội nhân dân
Truyền hình quân đội nhân dân là chương trình truyền hình của Quân đội nhân dân Việt Nam, phát trên sóng của Đài Truyền hình Việt Nam, do Ban biên tập quân đội thực hiện, Tổng cục Chính trị chỉ đạo, Cục Tư tưởng Văn hóa quản lý, Đài Tiếng Nói Việt Nam giúp đỡ về nghiệp vụ. Thành lập ngày 20 tháng 09 năm 1975. Thời lượng phát sóng hiện nay là 100 phút mỗi tuần. Chương trình đã được tặng thưởng huân chương Chiến công (hạng nhất, hạng nhì). Trụ sở: số 2, phố Lý Nam Đế, Hà Nội. Trưởng ban biên tập đầu tiên là Phạm Hồng Lân.